# José Gumilla
José Gumilla, né le 3 mai 1686 à Cárcer (Espagne) et décédé le 15 juillet 1750 dans la région des Llanos (Venezuela), est un prêtre jésuite espagnol, missionnaire en Colombie et Venezuela (alors ‘Nouvelle-Grenade’) dont il fut supérieur de 1724 à 1730. Il est surtout connu pour sa contribution majeure à  l’histoire naturelle de la région du fleuve Orénoque.

## Biographie

### Premières années et formation
En 1705 il quitte l'Espagne pour la Nouvelle-Grenade (actuelle Colombie) où il étudie la philosophie et la théologie  à l’Université pontificale Javeriana à Bogota. Il est ordonné prêtre en 1714 et rejoint ensuite la mission de Tunja (Boyaca) dans les  Andes colombiennes (côté oriental). En 1715 il se trouve dans la plaine de l'Orénoque.

### Missionnaire et anthropologue
Durant 35 ans il travaille dans cette région qui fait partie aujourd’hui du Venezuela. Sa vie est dès lors intimement liée à l’histoire de la région sous tous ses aspects: ethnographiques, géographiques, économiques et sociaux. Défenseur des grands espaces naturels de l’Orénoque -  et de ses habitants - il n’hésite pas à en appeler à l’autorité royale lorsqu’il n’est pas écouté.
La première période de ces trente-cinq ans est la plus importante dans l'aspect du développement des Llanos et les réductions de l'Orénoque (1715-1737). Il innove dans le domaine missionnaire en y introduisant une planification systématique en dialogue avec les autres ordres religieux. Neuf ans passés dans la région du Apure (1715-1724) lui permettent d’abord de se familiariser avec les groupes du monde Betoyes et de créer pour eux (Lolacas, Anabalis) la réduction Saint-Ignace sur les bords de la rivière Tame. Gumilla introduit la plantation de café au Venezuela en 1732. De là les cultures se sont répandues au  Brésil.
Selon ses contemporains, Gumilla est un homme affable, brillant et polyvalent. Ses compétences sont étendues: il est charpentier et maçon, sculpteur et peintre, avocat et médecin. Compétences gouvernementales et militaires également. Il organise la stratégie militaire pour la défense de l'Orénoque, et comme jésuite occupe avec succès des postes très sensibles de gouvernance.

### Supérieur de la Mission
En 1724 il est nommé supérieur de la mission et le restera jusque 1730. Comme supérieur il organise la politique missionnaire et met sur pied une organisation stable de la mission, commençant par préciser les limites du territoire missionnaire. En 1731 il obtient du gouverneur de Trinidad l’autorisation de fonder des missions stables (réductions?) auprès des Arauca]s], à l’embouchure du fleuve Caroni. Un an plus tard il signe avec les Capucins un accord reconnaissant le Caroni comme frontière entre leurs aires missionnaires respectives. En 1734 il établit avec les franciscains un accord de concorde mettant fin aux rivalités entre ordres religieux dans la région.
La véritable expansion des missions jésuites commence auprès des Salivas, un groupe ethnique de la région de l’embouchure de la rivière Meta que les Jésuites stabilisent entre 1731 et 1736. Outre l’organisation des missions et la construction de deux églises, Notre-Dame-des-Anges et Sainte-Thérèse (1732-1733), il fut également nécessaire de construire un fortin à Saint-Xavier pour se protéger des attaques des Caraïbes (1736).
L'année suivante (1737) Gumilla est nommé recteur du collège de Carthagène, Il n’y reste qu’un an car en 1738 il devient Vice-Provincial jésuite de la Nouvelle-Grenade. À peine est-il entre en fonction qu’il est nommé procureur à Madrid (1738) puis à Rome, c'est-à-dire chargé de trouver aide et ressources pour les missions d’Amérique du Sud. Il réside à Rome de 1738 à 1743.

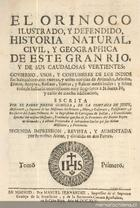
Page de titre de lOrenoco ilustrado... (1741)

### À Rome: écrivain
À Rome il rassemble en un livre ses vastes connaissances et observations. Il publie El Orinoco ilustrado y defendido... (Madrid, 1741), un ouvrage qui fait encore autorité. Son œuvre représente la première description scientifique de l'Orénoque mystérieux et s'inscrit dans la tradition sociale de Alonso de Sandoval et Pierre Claver, aussi bien que de l’Université Javeriana. Sa connaissance géographique de la région lui permet également de contribuer à la rédaction du traité des limites de 1750.
Dans l’introduction à son œuvre il fait montre d’idées sociales avancées. Partant d’un concept communautaire du droit, il estime que les biens de la terre sont à la disposition de tous les hommes. Sa perspective de l’avenir du continent américain est ainsi nouvelle et dynamique: revitaliser les forces statiques (groupes indigènes, ressources naturelles) et introduire rationnellement des forces dynamiques (immigration, colonisation). Toute sa pensée se fonde sur une conception optimiste de l’unité fonctionnelle de l’univers.
Outre cette œuvre majeure, Gumilla a laissé d’autres écrits : trois rapports sur les limites territoriales de la mission des Jésuites et quatorze lettres. Il a composé une grammaire et un vocabulaire de la langue betoye, un traite de médecine et quatre cartes, l'un d'elle étant reprise dans les diverses éditions de l'Orenoco ilustrato...’.

### Retour en Nouvelle-Grenade
José Gumilla revient en Nouvelle-Grenade en 1743, parmi les peuples auxquels il a consacré sa vie et ses forces. On a peu d’information sur ce que furent les sept dernières années de sa vie. Il meurt en 1750 en un lieu indéterminé de la région des Llanos, dans ce qui est le Venezuela actuel.

## Reconnaissance publique et souvenir
- En 1968, un Centro Gumilla fut fondé à Caracas par les jésuites du Venezuela comme 'Espace de réflexion et d’action sociale pour l’évolution du Venezuela vers une société plus juste et humaine'. Le père Arturo Sosa, actuel supérieur général de la Compagnie de Jésus, fut le directeur dans les années 1990.
- En 1992, à l’occasion du 5e centenaire de l’évangélisation du Venezuela les services postaux du pays émirent un timbre à l’effigie du père José Gumilla (accompagné de la page de titre de son ‘El Orinoco ilustrado y defendido...)

## Œuvres
- El Orinoco ilustrado. Historia natural, civil y geographica de este gran río y de sus caudalosas vertientes: govierno, usos y costumbres de los indios sus habitantes, Madrid, 1741. (nouvelle édition : Caracas, 1963)
- Informe a S.M. sobre impedir las hostilidades que experimentan las colonias del gran río Orinoco, dans  A. B. Cuervo: Colección de documentos inéditos sobre la geografía y la historia de Colombia, Bogotá, 1893-1894, vol.3, pp.483-497.
- Escritos varios, Caracas, 1970.